# Fats Waller
Fats Waller (Nova York, 21 de maig del 1904 - Kansas City, 15 de desembre del 1943), és el nom amb què és conegut Thomas Waller, pianista i organista de jazz, cantant i director d'orquestra estatunidenc.
Nascut el 21 de maig del 1904 al barri de Harlem, Nova York, Fats va ser fill d'un pastor baptista de qui va aprendre a tocar la guitarra i el piano. Els seus inicis musicals es van desenvolupar tocant en l'orquestra de la seva escola i acompanyant al piano els espirituals del cor de la seva mare el diumenge a l'església.

## Els inicis
La primavera del 1918, Fats Waller va ingressar a l'empresa en la qual treballava el seu pare, però no hi va romandre massa temps, i decidí de consagrar la seva vida a la música. Els seus primers treballs van consistir a acompanyar al piano les cantants i coristes del Lincoln Theatre, així com en sessions de pel·lícules mudes de l'època.
L'any 1922, gravà els seus primers solos de piano. També participà en sessions de registres amb artistes com Sara Marin, Alberta Hunter, Anna Jones, Carolina Johnson i Maude Mills. L'any 1923, forma i dirigeix el grup Fats Waller and His Buddies. Des d'aquest moment, és cèlebre en el reduït món del jazz de l'època i és cridat pel llavors famós Fletcher Henderson per a tocar l'òrgan i el piano en dues sessions de registres de la seva big band.
Als anys següents (1926 i 1927), Fats grava també sota el seu propi nom solos d'òrgan, i de piano al març i agost del 1929. Coneix, llavors, els seus primers èxits amb els temes Handful of keys i Ain't Misbehavin. En plena època de les big bands, toca acompanyat de petites formacions com els Morris' Hot Babies, els Chocolat Dandies o els McKinney's Cotton Pickers.
Amic del gran pianista Willie "The Lion" Smith, va rebre molta influència d'aquest.

## L'època d'esplendor
Al desembre del 1929, Fats grava al capdavant de la seva orquestra, els Buddies, una formació que incloïa artistes com Henry Allen a la trompeta i Jack Teagarden al trombó, Albert Nicholas al clarinet, Otto Hardwick al saxo alt i Pops Foster al contrabaix.
L'any 1932 actua a Londres i París. De retorn als Estats Units, forma una nova orquestra, en la qual es troben Herman Autrey a la trompeta, Ben Whitet al clarinet, Al Casey a la guitarra, Billy Taylor al contrabaix i Harry Dial a la bateria.
Al cap dels anys, aquesta formació, coneguda com a Fats Waller and His Rhythm, serà reforçada per Bill Coleman, Gene Sedric, Rudy Powell, John Smith i Benny Carter. Entre 1934 i 1943, aquest conjunt d'extraordinaris músics van gravar algunes de les obres mestres que van marcar la història del jazz, com Lulu's Back in Town, Honeysuckle Rose, Sweetie Peu, Baby Brown', Dinah, Christopher Columbus o I ain't got nobody. 
L'any 1935, Fats grava música per a pel·lícules de dibuixos animats i surt de gira per a Europa, tocant sobretot a Escandinàvia. La seva activitat discogràfica durant aquests anys és important. L'any 1939, va gravar a Londres la London Suite a l'òrgan, confirmant el seu enorme talent per a aquest instrument.
De tornada a casa, i després d'algunes actuacions en diversos clubs de Nova York, surt de nou de gira, aquesta vegada pels Estats Units, i obté un enorme èxit a Chicago (on actua davant més de cent mil persones) i Califòrnia.
El 13 de maig del 1941, registra una fabulosa versió del Geòrgia on my mind i l'any 1943 intervé en la pel·lícula Stormy Weather interpretant-se a si mateix, i és aquesta la seva millor contribució al setè art.
El 15 de desembre del 1943, Fats Waller, molt fatigat i afligit d'una delicada salut, decideix tornar a Nova York per a passar les festes de cap d'any, però mor en el tren, víctima d'una pneumònia, a l'estació de Kansas City, quan tenia tan sols 39 anys.

## El llegat de l'artista
Fats Waller va deixar una obra extensa i impressionant, no solament com a intèrpret sinó també com a autor, perquè no s'ha d'oblidar que també va ser un extraordinari compositor que va deixar títols com Alligator Crawl, Handful of Keys, Lenox Avenue Blues, Ain't Misbehavin, Honeysuckle Rose, Black and Blue, I'm crazy 'bout my baby, Blue Turnin Grey Over You o Sweet Savannah Sue.
La seva destresa al piano, el seu perenne bon humor, la seva manera de cantar plena de swing i de gràcia formen part de la història del jazz per a sempre.